# Rinesh Sharma
Pour les articles homonymes, voir Sharma.
Rinesh Rajesh Sharma, né vers 1993, est un agriculteur, entrepreneur et homme politique fidjien.

## Biographie
Originaire de Lautoka, il est scolarisé à la Natabua High School (en) dans cette même ville puis, grâce à une bourse d'étude délivrée par le haut commissariat (ambassade) indien aux Fidji, étudie en Inde et obtient un diplôme de licence en ingénierie informatique à l'École d'Ingénierie et de Technologie Sri Venkateswara (en), dans l'Andhra Pradesh,,.
De retour aux Fidji, il met en application ce qu'il a appris en Inde, crée un prototype d'hydroponie et s'établit comme agriculteur. Il bénéficie en 2018 d'un financement de 20 000 F$ qui lui permet de « commencer une ferme d'hydroponie automatisée à échelle commerciale ». Dans le même temps, il crée l'entreprise Smart Farms Fiji, qui vent des kits d'hydroponie et des technologies de permaculture à de petits agriculteurs, et le Programme des Nations unies pour le développement finance la formation qu'il offre à quelque 13 000 agriculteurs (dont trois quarts de femmes) en la matière. Sa propre exploitation agricole est toutefois détruite par le cyclone Harold en 2020, l'obligeant à reconstruire. La même année, il est le lauréat océanien du Prix de la Jeunesse du Commonwealth qui récompense l'innovation en matière de développement durable, recevant 3 000 £,.
Il adhère au parti Fidji d'abord (centriste, social-libéral) et est élu député au Parlement des Fidji lors des élections législatives de 2022. À l'âge de 29 ans, il est le deuxième plus jeune député de ce parlement. Le parti Fidji d'abord est dissous le 2 juillet 2024, et Rinesh Sharma siège dès lors comme député d'opposition indépendant. Seul député fidjien membre l'Alliance interparlementaire sur la Chine, faite de députés de nombreux pays qui s'inquiètent des ingérences chinoises à travers le monde et critiquent les violations des droits de l'homme en Chine, il est le premier député fidjien à rencontrer le Dalaï-lama Tenzin Gyatso, à Dharamsala en décembre 2024.